# ルート・ドクシタニー
ルート・ドクシタニー （Route d'Occitanie）（2017年までの大会名はルート・デュ・スュド（Route du Sud））は、例年6月中旬頃、フランスのオクシタニー地域圏 を舞台に行われる、自転車競技、ロードレースのステージレース。UCIヨーロッパツアー2.1にランクされている。「ルート・ド・オクシタニー」「ルート・ド・オキシタニー」などとも表記される。
ツール・ド・フランス直前の前哨戦として位置づけられていることもあり、同レース出場をかけた選手の事実上の最終選定レースとしての意味合いを持つ他、調整をかねて同レースの有力候補選手が参加するケースも少なくない。また毎年、ツールマレー峠など、ツール・ド・フランスでも定番であるピレネー山脈の峠を通過するコース設定がなされている。
2009年の大会は別府史之が山岳賞を獲得した。

## 歴代優勝者
| 年   | 優勝者                             |
| ---- | ---------------------------------- |
| 1977 | ジャック・エスクラサン             |
| 1978 | ピエール＝レイモン・ヴィエミアーヌ |
| 1979 | イヴォン・ベルティン               |
| 1980 | ジルベール・デュクロラサール       |
| 1981 | ジャンルネ・ベルノードー           |
| 1982 | フランチェスコ・モゼール           |
| 1983 | ジルベール・デュクロラサール       |
| 1984 | パスカル・シモン                   |
| 1985 | ステファン・ロッシュ               |
| 1986 | ニーキ・リュッティマン             |
| 1987 | レジ・クレール                     |
| 1988 | ロナン・パンセック                 |
| 1989 | ジルベール・デュクロラサール       |
| 1990 | イヴ・ボナムール                   |
| 1991 | ローラン・デュフォー               |
| 1992 | アルトゥーラス・カスプティス       |
| 1993 | エリック・ボワイエ                 |
| 1994 | アルバロ・メヒア                   |
| 1995 | ローラン・デュフォー               |

| 年   | 優勝者                       |
| ---- | ---------------------------- |
| 1996 | ローラン・ジャラベール       |
| 1997 | パトリック・ヨンケル         |
| 1998 | アルマン・ド・ラ・キュエヴァ |
| 1999 | ジョナサン・ヴォーターズ     |
| 2000 | トマシュ・ブロズィナ         |
| 2001 | アンドレイ・キヴィレフ       |
| 2002 | リーヴァイ・ライプハイマー   |
| 2003 | マイケル・ロジャース         |
| 2004 | ブラッドリー・マギー         |
| 2005 | サンディ・カザール           |
| 2006 | トマ・ヴォクレール           |
| 2007 | オスカル・セビーリャ         |
| 2008 | ダニエル・マーティン         |
| 2009 | プジェムィスワフ・ニエミエツ |
| 2010 | ダヴィ・モンクティエ         |
| 2011 | ヴァシル・キリエンカ         |
| 2012 | ナイロ・キンタナ             |
| 2013 | トマ・ヴォクレール           |
| 2014 | ニコラス・ロッシュ           |

| 年   | 優勝者                   |
| ---- | ------------------------ |
| 2015 | アルベルト・コンタドール |
| 2016 | ナイロ・キンタナ         |
| 2017 | シルヴァン・ディリエ     |
| 2018 | アレハンドロ・バルベルデ |
| 2019 | アレハンドロ・バルベルデ |
| 2020 | エガン・ベルナル         |
| 2021 | アントニオ・ペドレロ     |
| 2022 | マイケル・ウッズ         |
| 2023 | マイケル・ウッズ         |